# Sinh tử kiều
Sinh tử kiều là phim truyền hình Trung Quốc nói về Kinh kịch do Đài phát thanh và truyền hình Tứ Xuyên, công ty phát triển truyền thông văn hóa Điện Quảng, công ty phương tiện truyền thông nghe nhìn toàn cầu Hoa Hạ và công ty văn hóa Điện ảnh và Truyền hình Phúc Duyên Bắc Kinh Thị Tuyến sản xuất, biên kịch và đạo diễn bởi Điền Thấm Hâm, với Giả Nãi Lượng, Vương Bác Văn, Vương Tử Văn, Vạn Thiến và các diễn viên khác tham gia diễn xuất. Phim được phát sóng trên kênh CCTV8 vào 22 tháng 10 năm 2010 .

## Nội dung
Cuối đời nhà Thanh tại Thiên Kiều, Bắc Kinh, ba đứa trẻ Hoài Ngọc, Đan Đan và Chí Cao dù không có quan hệ gì về huyết thống nhưng lại có những mối liên hệ kỳ lạ với nhau mà không biết nguyên do từ đâu.
Hoài Ngọc từ nhỏ đã muốn học Kinh kịch do gia đình có truyền thống nhưng vì di ngôn của mẹ nên anh ta không được đi học. Cha của Hoài Ngọc là diễn viên Kinh kịch nổi tiếng, thường được vào cung hát cho vua nghe, nên đã nảy sinh tình cảm với quý phi của vua. Khi bị phát hiện, ông ta đã bị xử tử hình. Vì vậy, trước khi chết, mẹ Hoài Ngọc đã căn dặn chú Hoài Ngọc không được cho Hoài Ngọc theo nghề hát. Đan Đan từ nhỏ đã mồ côi cha mẹ và chỉ theo sư phụ lang thang bán nghệ mưu sinh nên tính tình rất hoạt bát và gan dạ. Chí Cao thì xuất thân thấp hèn, mẹ là kỹ nữ nên anh không có họ vì không biết cha mình là ai.
Từ nhỏ ba đứa trẻ này đã kết nghĩa với nhau ở Thiên Kiều. Hoài Ngọc và Đan Đan có tình cảm với nhau từ khi nào không hay. Vì trọng tình nghĩa huynh đệ, vì giúp bạn mà Hoài Ngọc đã đắc tội với quân phiệt nên anh đã nhờ Chí Cao chăm sóc Đan Đan để một mình đến Thượng Hải tị nạn. Tại đây anh được cô diễn viên Đoàn Sính Đình yêu và giúp đỡ. Rất nhanh chóng anh trở thành một diễn viên nổi tiếng ở Thượng Hải.
Đan Đan biết tin mà trong lòng như dao cắt. Cô tưởng rằng Hoài Ngọc đã thay lòng đổi dạ không giữ lời hẹn ước ngày xưa. Một mình cô tìm đến Thượng Hải. Nhờ quen một người đàn ông có thế lực ở Thượng Hải là Kim Tiêu Phong, Đan Đan cũng được lăng xê và nhanh chóng trở thành diễn viên nổi tiếng chỉ sau Đoàn Sính Đình.
Kim Tiêu Phong cũng có tình cảm với Đan Đan nên khi biết được quá khứ của Hoài Ngọc và Đan Đan, đã đem mọi thù hận trút vào Hoài Ngọc. Tiêu Phong đã hại Hoài Ngọc đến mức bị tàn phế. Lúc này Chí Cao vẫn luôn ở bên cạnh chăm sóc cho Đan Đan nay đã mắc tâm bệnh.

## Diễn viên
| Diễn viên                               | Vai               | Miêu tả | Ghi chú |
| --------------------------------------- | ----------------- | --- | ------- |
| Giả Nãi Lượng Thiếu niên: Hoàng Đại Khả | Đường Hoài Ngọc   | Thanh lịch tao nhã, hướng nội, sinh viên quân dân y đa sầu đa cảm. Đơn độc bên ngoài, mong manh bên trong.                                                                               | [ 3 ]   |
| Vương Tử Văn Thiếu niên: Quan Hiểu Đồng | Tống Đan Đan      | Xinh đẹp thuần khiết, con người hoạt bát. Tích cách quật cường, không muốn thừa nhận thất bại.                                                                                           | [ 3 ]   |
| Vương Bác Văn Thiếu niên: Vương Duệ     | Tống Chí Cao      | Võ sinh, là một chàng trai Bắc Kinh đẹp trai, ngay thẳng, khỏe mạnh và đầy ấm áp. Lạc quan và vui vẻ, trông thật ngốc nghếch. Nhân hậu và chính nghĩa, đấu tranh chống lại bất công.     | [ 3 ]   |
| Vạn Thiến                               | Đoàn Sính Đình    | Ngôi sao nữ trong sáng và lộng lẫy ở Thượng Hải. Cô ả là người thông minh, mưu mô nhưng trái tim yếu đuối và thậm chí có xu hướng tự sát. Cuộc sống xa hoa trống rỗng, tình cảm rạn nứt. | [ 3 ]   |
| Phan Hồng                               | Liễu Mộ Văn       | |         |
| Khổng Lâm                               | Hồng Liên         | |         |
| Tôn Kiên                                | Kim Bảo           | |         |
| Lý Khôn Lâm                             | Lộ tiên sinh      | |         |
| Lưu Lâm                                 | Cúc Tử            | |         |
| Vương Thi Mông                          | Trầm Li Phương    | |         |
| Chu Húc                                 | quản gia họ Thái  | |         |
| Hoàng Tông Giang                        | Vương công công   | |         |
| Tôn Mẫn                                 | thầy Hoàng        | |         |
| Hác Bình                                | Trình Sĩ Lâm      | |         |
| Mục Đình Đình                           | Đỗ Quyên          | |         |
| Đỗ Ngọc Minh                            | Hoàng Thịnh Hiên  | |         |
| Tiêu Cương                              | Tần Tố Vân        | |         |
| Trần Dịch Lâm                           | Trương ti lệnh    | |         |
| Chu Lập Ba                              | Trưởng đoàn ca vũ | |         |
| Phòng Tử Bân                            | Sử Trọng Minh     | |         |
| Từ Thúy Thúy                            | Long Tiểu Kiều    | |         |
| Đỗ Nguyên                               | Kim Tiêu Phong    | |         |
| Lâm Bằng                                | Đại Khang         | |         |
| Tào Chinh                               | Bảo Côn           | |         |
| Quan Đống Thiên                         | Lý Thịnh Khiên    | |         |
| Nghệ Đại Hồng                           | lão Ba            | |         |
| Chương Cật                              | Từ Đồng           | |         |
| Giai Hân Di                             | Thiếu Phân        | |         |
| Tôn Ninh                                | Từ Đăng Bảo       | |         |
| Phiền Thượng Hoành                      | Cao Sĩ Hồng       | |         |
| Lận Đạt Nặc                             | Tiểu Quý Tử       | |         |
| Lý Tiến Vinh                            | Đường Thịnh Hoài  | |         |

## Giải thưởng
Liên hoan phim truyền hình mùa Đông Sohu - Đề cử nữ diễn viên mới xuất sắc nhất - Vương Tử Văn 